# Natalia Barros
Natalia Barros (Santos,19 de novembro de 1963) é uma cantora, escritora, atriz e paisagista brasileira.

## Biografia
Nos anos 80, Natalia participou como cantora do Grupo Luni, junto com  Marisa Orth, Théo Wernek, André Gordon, Fernando Figueiredo, Kuki Stolarky, Lelena Anhaia, Gilles Eduak e Lloyd Bonnemaison. Além de figurinos e canções ousados, o grupo trazia para o palco companhias de dança, teatro e circo, fazendo de suas apresentações um espetáculo multimídia. Formada em 1986, a banda teve uma trajetória curta mas ficou nacionalmente conhecida com a inclusão de sua música Rap do Rei na abertura da novela Que Rei Sou Eu?.
Também nos anos 80, Natalia participou como atriz do Grupo XPTO, do qual foi co-fundadora, junto com o artista plástico argentino Oswaldo Gabrielli e André Gordon.
Como atriz, participou de shows com o grupo circense Intrépida Trupe, no Rio de Janeiro, do espetáculo circense-musical Navelouca, em temporada no Centro Cultural São Paulo, da telenovela Ana Raio e Zé Trovão na TV Manchete e do espetáculo Máquina e Motores de Guto Lacaz.
Entre 1992 e 1994, atuou como cantora no programa Fanzine na TV Cultura, com Marcelo Rubens Paiva.
Foi repórter do programa educativo Telecurso 2000 de 1994 a 1997, exibido até hoje, diariamente, pela TV Globo e várias TVs educativas no Brasil e no exterior.

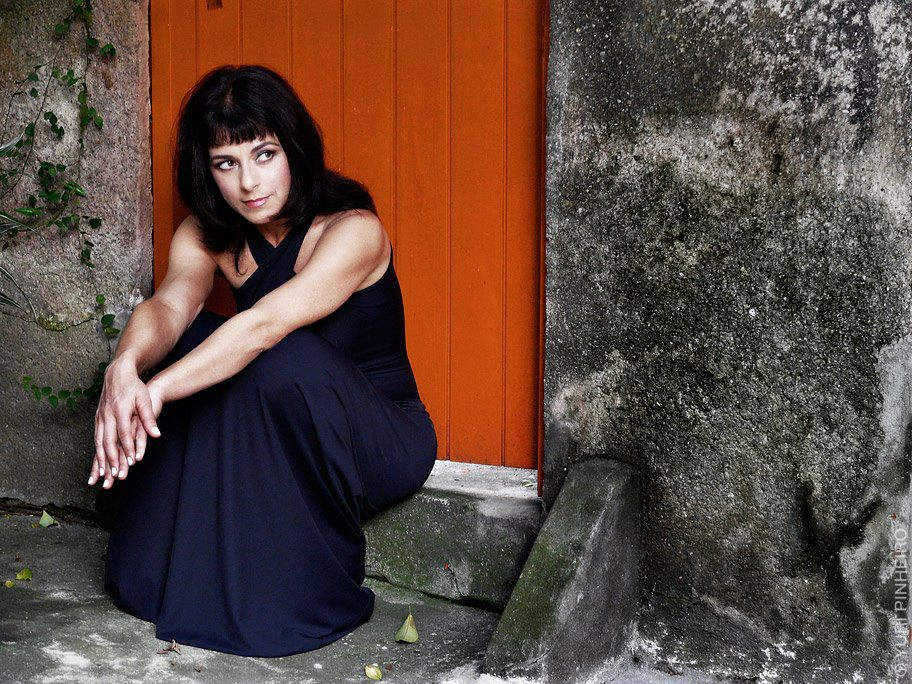
Natalia Barros, 2009, foto de Yuri Pinheiro.

Com o produtor sérvio Suba, gravou em 1997 o CD Mix Music 97, tendo duas músicas incluídas no selo do  Mercado Mundo Mix.
Em 2008, foi responsável pela direção musical do show Romance Vol. II, e do  da cantora e atriz Marisa Orth.
Em 2009, fez a direção cênica do espetáculo Pequeno Cidadão, onde os músicos Arnaldo Antunes, Edgard Scandurra, Taciana Barros e Antonio Pinto gravam com seus filhos.
Em 2012, Natalia lançou o talk show Tea for Two (ou T42), no Portal Cronópios. O T42 foi o primeiro talk show totalmente produzido em 3D tanto na web quanto na TV brasileira.
Também em 2012, lançou o show Caligrafias com Alê Prade (piano, violão, teclado) e Tuco Freire (contrabaixo), com composições próprias e parcerias variadas. Em junho de 2012 publicou seu primeiro livro de poesia, com o mesmo título: Caligrafias projeto realizado com o apoio do Governo do Estado de São Paulo, Secretaria de Estado da Cultura - Proac 2011, e editado pela Ofício Das Palavras.